# Zezinho da Boa Viagem
José Gomes de Lima Filho, Zézinho da Boa Viagem (Recife 12 de novembro de 1930 - Rio de Janeiro 21 de Março de 2011) foi um babalorixá brasileiro.

## Biografia
José Gomes de Lima Filho foi iniciado no Candomblé pelas mãos de Tata Fomotinho em 26 de Julho de 1943, época ainda da Segunda Guerra Mundial, e obrigação de sete anos em 14 de Outubro de 1961, fundou o Terreiro de Boa Viagem, Nova Iguaçu, Rio de Janeiro e também fundou e manteve uma casa de candomblé no Paraguai onde iniciou vários filhos de santo. 
No total Pai Zezinho da Boa Viagem início mais de 5 mil filhos de santo. E veio a falecer em 21 de Março de 2011  por causa de uma parada cardíaca e falência múltipla dos orgãos em seu apartamento no bairro Copacabana, na cidade do Rio de Janeiro.